# Alessandro D'Errico
Alessandro D'Errico (né le 18 novembre 1950) est un prélat italien de l'Église catholique. Il a passé sa carrière au service diplomatique du Saint-Siège et a été nonce apostolique en Libye et à Malte de 2017 à 2022.

## Biographie
Alessandro D'Errico est né à Frattamaggiore, commune de la ville métropolitaine de Naples le 18 novembre 1950. Il étudie au séminaire d'Aversa et est ordonné prêtre du diocèse d'Aversa le 24 mars 1974. Il obtient ensuite une licence en philosophie à l'université de Naples et une licence en droit canonique à l'Université pontificale du Latran, ainsi qu'une licence en théologie au séminaire théologique pontifical Saint-Louis du sud de l'Italie (it). Enfin, il obtient un diplôme de l'Académie pontificale ecclésiastique

## Carrière diplomatique
Il entre au service diplomatique du Saint-Siège le 5 mars 1977 et occupe des postes en Thaïlande (en) (1977-1981), au Brésil (en) (1981-1984), en Grèce (en) (1984-1986), en Italie (en) (1987-1992) et en Pologne (1992-1998)
Le 14 novembre 1998, le pape Jean-Paul II le nomme archevêque titulaire d'Hyccarum (de) et nonce apostolique au Pakistan (en)
Il reçoit sa consécration épiscopale du pape Jean-Paul le 6 janvier 1999
Le 21 novembre 2005, Benoît XVI le nomme nonce en Bosnie-Herzégovine (en)
Le 17 février 2010, Benoît XVI le nomme nonce au Monténégro (en).
Le 21 mai 2012, Benoît le nomme nonce en Croatie.
Le 27 avril 2017, le pape François le nomme nonce à Malte et le 10 juin 2017 en Libye également.
Le pape François accepte sa démission de ses fonctions de nonce le 30 avril 2022